# Francesco Morone
Francesco Morone, född omkring 1474, död 16 maj 1529, var en italiensk målare. Han var son till Domenico Morone.
Morone påverkades av de venetianska målarna och Andrea Mantegna och representerade mer än sin far högrennässansen. En takmålning av Morone finns i sakristian till Santa Maria in Organo i Verona. Madonnabilder av honom finns på flera museer bland annat i London och Berlin.